# ستيفن هاينيمان
ستيفن هاينيمان (بالإنجليزية: Stephen F. Heinemann)‏ هو عالم أعصاب وكيميائي أمريكي، ولد في 11 فبراير 1939 في بوسطن في الولايات المتحدة، وتوفي في 6 أغسطس 2014 في سان دييغو في الولايات المتحدة.